# Kupwara (huyện)
Huyện Kupwara là một huyện thuộc bang Jammu và Kashmir, Ấn Độ. Thủ phủ huyện Kupwara đóng ở Kupwara. Huyện Kupwara có diện tích 2379 ki lô mét vuông. Đến thời điểm năm 2001, huyện Kupwara có dân số 640013 người.